# کولگیت (ویسکانسین)
کولگیت (به انگلیسی: Colgate) یک منطقهٔ مسکونی در ایالات متحده آمریکا است که در ویسکانسین واقع شده‌است. کولگیت ۲۹۹٫۰۱ متر بالاتر از سطح دریا واقع شده‌است.